# Strip Me
Para el álbum de Anna Tsuchiya, véase Strip Me?
Strip Me (lanzado como Strip Me Away fuera de Estados Unidos y Canadá) es el tercer álbum de estudio por la cantante y compositora Natasha Bedingfield. Originalmente se estrenaría el 9 de noviembre de 2010, pero se terminó lanzando el 7 de diciembre de 2010. Es el segundo álbum que Bedingfield lanzó con nombres alternativos y listados de canciones para marcas internacionales y nacionales, seguido por Pocketful of Sunshine en 2007. Strip Me fue seguido por el sencillo, "Touch", el 18 de mayo de 2010 y el título del álbum sirvió como el primer sencillo el 21 de septiembre de 2010.
Ninguno de los sencillos del álbum fueron particularmente exitosos en las listas de Billboard, aunque "Strip Me" fue exitoso en el formato de adulto contemporáneo, donde llegó al número treinta y tres. Las críticas del álbum fueron mixtas, con críticas elogiando la producción de Strip Me, pero diciendo que Bedingfield falló en llevar algo diferente. Comercialmente, el álbum llegó a debutar en el número 103 con 10,000 copias vendidas comparado a su anterior álbum, Pocketful of Sunshine, que debutó en el número tres, vendiendo cinco veces con el número de copias.
En mercados internacionales, el álbum será lanzado bajo el título Strip Me Away, con un álbum más colorido e incluye una lista de canciones ampliada. Se lanzará en mayo de 2011.

## Historia y producción
Bedingfield terminó de grabar el álbum en julio de 2010. El título del proyecto se dio a conocer a través de la página oficial de Twitter de Natasha el 15 de julio de 2010. Ella describió el álbum como "estar en el próximo nivel de lo que ha he hecho. Creo que lo he llevado a otro lugar. Es más vibrante y emocionante. Y no puedo esperar a que las personas lo escuchen." En una entrevista con Billboard, Bedingfield habló del concepto del álbum.
"He titulado el álbum Strip Me debido a que es importante desnudarse como somos como humanos. Estamos unidos en nuestras necesidades, nuestros deseos y nuestro dolor, todas las cosas diferentes que pasamos juntos. Strip Me se sintió como explica de lo que son las canciones más que otro título que he pensado. Así que tiene un doble significado, pero pienso que las personas como que me conocen lo suficiente para saber a que quería decir con ello."
La edición estándar de trece canciones, la edición de veintiún canciones y las ediciones de bonus tracks del álbum fueron construidas de más de cincuenta canciones que Bedingfield había escrito desde que había salido de giras. En una entrevista con PopEater ella dijo, "He estado haciendo giras durante tantos años que escribí con mis actuaciones en vivo en mi mente. Quería escribir himnos que las personas pudieran escuchar - cosas que todavía son personales, pero definitivamente tratando de encontrar el mejor camino para conectar con las personas."
En el álbum, ella trabajó con Andreas Kleerup, John Hill, Wyclef Jean, Salaam Remi, Ryan Tedder, Jonas Myrin, Eg White y Sia Furler. Ninguna de las canciones trabajadas con Jean, Remi o Furler hicieron el final listado de canciones, aunque todas las canciones en la lista de canciones oficial fueron coescritas por Bedingfield. Además, Idolator reveló que Bedingfield había grabado con Ne-Yo con "The Little Things", que fue producido por StarGate, aunque no fue incluido en el final listado. Bedingfield le dijo a sus fanes en diciembre de 2010, por un mensaje de vídeo, que el álbum se podría lanzar en todo el mundo pero por ahora se estaba enfocando en América.

## Promoción
El sello de Bedingfield, Epic Records, destacó los planes para la artista en las giras en la mitad de 2010, para apoyar el álbum.
Sin embargo, en septiembre de 2010, Billboard reveló que los planes de gira de Bedingfield fueron trasladados a 2011 aunque no se confirmaron fechas. Además, la cantante anunció una alianza con NIVEA para una próxima campaña de belleza que se verá en el sencillo, "Touch", siendo presentada en los comerciales de televisión. Bedingfield dijo, "Nunca he estado tan feliz como ahora [...] Recién celebré mi aniversario de un año de boda con el amor de mi vida, y mi nuevo álbum, que estoy muy orgullosa, será lanzado este otoño."
La canción "Can't Fall Down" fue escuchado exclusivamente por la página oficial de Billboard el 3 de diciembre de 2010. Mientras tanto, otra canción del álbum, "Weightless", estuvo disponible en la página en línea de E!. Bedingfield promocionó el álbum con presentaciones de "Strip Me" en The Today Show el 7 de diciembre, LIVE! with Regis and Kelly el 8 de diciembre, The Tonight Show with Jay Leno el 9 de diciembre de 2010 como también apariciones en Chelsea Lately y Rachel Day. También fue anunciada en un concierto de Dick Clark siendo anfitrión Ryan Seacrest.
De acuerdo a AOL, Bedingfield también firmó un trato promocional con el Hotel Indigo que verá una promoción transversal de la cadena hotelera y el álbum. En enero de 2011, Bedingfield fue invitada a las oficinas centrales de Rolling Stone, donde presentó "Pocketful of Sunshine", "Soulmate" y "Strip Me". El 14 de abril de 2011, Bedingfield anunció "Less Is More" Summer Tour presentado por Freschetta®. La gira comenzará el 5 de junio hasta el 26 de julio en 29 ciudades a lo largo de Estados Unidos para apoyar el álbum.

### Sencillos
"Touch", fue presentado inicialmente como el primer sencillo. La canción fue escrita por Bedingfield, Julien Bunetta y Steve Kipner, y producida por Bunetta y Kipner. Fue lanzada en iTunes Store el 18 de mayo de 2010. Además, fue enviada a las estaciones de radio estadounidenses el 29 de junio de 2010. La canción llegó al Canadian Hot 100 en el número sesenta. Sin embargo, luego se informó que no fue sencillo, en la página oficial de Bedingfield, y el título del álbum se reveló como el primer sencillo. "Strip Me" fue lanzada a las radios el 31 de agosto de 2010 y en descarga digital el 21 de septiembre de 2010. "Strip Me" fue moderadamente más exitosa, llegando al número sesenta y cinco en Canadá y número noventa y uno en Billboard Hot 100.

## Recepción

### Críticas
Mikael Wood de Entertainment Weekly le dio a Strip Me una C y escribió, "juega como una larga conversación desesperada. ¿El único respiro? 'Unexpected Hero', una balada hermosa con un estilo Beatles." Stephen Thomas Erlewine de Allmusic notó el álbum por "retener la misma mezcla R&B y sofisticación europea del álbum de Bedingfield y comentó que ella "juega excepcionalmente seguro, en la medida que incluso toma notas de sus dos primeros discos, prefiriendo blue-eyed soul y baladas de música adulta contemporánea, todas diseñadas para una vida aspiracional de lujo." 

### Canción en listas
Strip Me fue originalmente lanzado el 9 de noviembre de 2010, pero fue lanzado finalmente el 7 de diciembre de 2010. Es el tercer álbum de Bedingfield en ser lanzado en los Estados Unidos y Canadá y el segundo lanzamiento por Bedingfield en ser lanzado exclusivamente en éstos territorios. seguido de Pocketful of Sunshine de 2008. El 16 de diciembre de 2010, el álbum llegó al Billboard 200 de Estados Unidos en el número 103, vendiendo 10,000 copias. Fue una disminución significativa comparada a Pocketful of Sunshine, que debutó en el número tres vendiendo 50,000 copias. Se mantuvo en el Top 200 durante su semana de apertura, sin embargo re-apareció en 2011, el 15 de enero, en el número 157.

## Lista de canciones

### Strip Me
| N.º   | Título                                | Escritor(es)                                               | Producer(s)                                      | Duración |  |
| 1.    | «Little Too Much»                     | Natasha Bedingfield, John Hill, Jonas Myrin                | John Hill                                        | 3:30     |  |
| 2.    | «All I Need» (featuring Kevin Rudolf) | Bedingfield, Danielle Brisebois, Kevin Rudolf, John Shanks | John Shanks                                      | 3:45     |  |
| 3.    | «Strip Me»                            | Bedingfield, Ryan Tedder, Wayne Wilkins                    | Natasha Bedingfield, Ryan Tedder, Wayne Wilkins  | 3:29     |  |
| 4.    | «Neon Lights»                         | Bedingfield, Tedder, Wilkins                               | Natasha Bedingfield, Ryan Tedder, Wayne Wilkins  | 3:44     |  |
| 5.    | «Weightless»                          | Bedingfield, Steve Kipner, Andre Merritt, Wilkins          | Natasha Bedingfield, Steve Kipner, Wayne Wilkins | 3:55     |  |
| 6.    | «Can't Fall Down»                     | Bedingfield, Andrew Frampton, Kipner, Wilkins              | Natasha Bedingfield, Steve Kipner, Wayne Wilkins | 4:09     |  |
| 7.    | «Try»                                 | Bedingfield, Brisebois, Shanks                             | John Shanks                                      | 3:16     |  |
| 8.    | «Touch»                               | Bedingfield, Julian Bunetta, Kipner                        | Julian Bunetta, Steve Kipner                     | 3:47     |  |
| 9.    | «Run-Run-Run»                         | Bedingfield, Hill, Jonas Myrin                             | John Hill                                        | 3:06     |  |
| 10.   | «Break Thru»                          | Bedingfield, Kleerup, Myrin                                | Kleerup                                          | 4:07     |  |
| 11.   | «No Mozart»                           | Bedingfield, Frampton, Kipner, Wilkins                     | Andrew Frampton, Steve Kipner, Wayne Wilkins     | 3:48     |  |
| 12.   | «Recover»                             | Bedingfield, Francis White                                 | Marshell Altman                                  | 3:49     |  |
| 13.   | «Weightless (Versión Less Is More)»   | Bedingfield, Kipner, Merritt, Wilkins                      | Marshell Altman                                  | 4:31     |  |
| 48:49 |                                       |                                                            |                                                  |          |  |

| Bonus track de iTunes Store |                            |                           |                         |          |  |
| N.º                         | Título                     | Escritor(es)              | Producer(s)             | Duración |  |
| 14.                         | «Easy» (con Rascal Flatts) | Katrina Elam, Mike Mobley | Rascal Flats, Dann Huff | 3:39     |  |

| Bonus tracks de iTunes Stoere |                   |                           |             |          |  |
| N.º                           | Título            | Escritor(es)              | Producer(s) | Duración |  |
| 14.                           | «Unexpected Hero» | Bedingfield, Daniel Carey | Dan Carey   | 3:22     |  |

Edición deluxe
1. "Strip Me" (Versión Less Is More)
2. "All I Need" (Versión Less Is More)
3. "Can't Fall Down" (Versión Less Is More)
4. "Strip Me" (Versión Less Is More) [En vivo]
5. "All I Need" (Versión Less Is More) [En vivo]
6. "Can't Fall Down" (Versión Less Is More) [En vivo]
7. "Weightless" (Versión Less Is More) [En vivo]

### Strip Me Away
En territorios internacionales, Strip Me, fue lanzado bajo el título Strip Me Away con un listado de canciones modificado.
| N.º | Título                                | Escritor(es)                           | Producer(s)                                                       | Duración |  |
| 1.  | «Pocketful of Sunshine»               | Bedingfield, Brisebois, Shanks         | John Shanks                                                       | 3:23     |  |
| 2.  | «Little Too Much»                     | Bedingfield, Hill, Myrin               | John Hill                                                         | 3:30     |  |
| 3.  | «All I Need» (featuring Kevin Rudolf) | Bedingfield, Brisebois, Rudolf, Shanks | John Shanks                                                       | 3:45     |  |
| 4.  | «Strip Me»                            | Bedingfield, Tedder, Wilkins           | Natasha Bedingfield, Ryan Tedder, Wayne Wilkins                   | 3:29     |  |
| 5.  | «Neon Lights»                         | Bedingfield, Tedder, Wilkins           | Natasha Bedingfield, Ryan Tedder, Wayne Wilkins                   | 3:44     |  |
| 6.  | «Weightless»                          | Bedingfield, Kipner, Merritt, Wilkins  | Natasha Bedingfield, Steve Kipner, Wayne Wilkins                  | 3:55     |  |
| 7.  | «Can't Fall Down»                     | Bedingfield, Frampton, Kipner, Wilkins | Natasha Bedingfield, Steve Kipner, Wayne Wilkins                  | 4:09     |  |
| 8.  | «Try»                                 | Bedingfield, Brisebois, Shanks         | John Shanks                                                       | 3:16     |  |
| 9.  | «Touch»                               | Bedingfield, Bunetta, Kipner           | Julian Bunetta, Steve Kipner                                      | 3:47     |  |
| 10. | «Run-Run-Run»                         | Bedingfield, Hill, Myrin               | Johnn Hill                                                        | 3:06     |  |
| 11. | «Break Thru»                          | Bedingfield, Kleerup, Myrin            | Kleerup                                                           | 4:07     |  |
| 12. | «No Mozart»                           | Bedingfield, Frampton, Kipner, Wilkins | Andrew Frampton, Steve Kipner, Wayne Wilkins                      | 3:48     |  |
| 13. | «Recover»                             | Bedingfield, White                     | Marshell Altman                                                   | 3:49     |  |
| 14. | «Weightless (Versión Less Is More)»   | Bedingfield, Kipner, Merritt, Wilkins  | Marshell Altman                                                   | 4:31     |  |
| 15. | «Put Your Arms Around Me»             | Bedingfield, Kipner, Frampton, Wilkins | Natasha Bedingfield, Steve Kipner, Andrew Frampton, Wayne Wilkins | 3:43     |  |
| 16. | «Unexpected Hero»                     | Bedingfield, Carey                     | Dan Carey                                                         | 3:22     |  |

| Bounus tracks alemanes en iTunes |                                         |                                         |             |          |  |
| N.º                              | Título                                  | Escritor(es)                            | Producer(s) | Duración |  |
| 17.                              | «Piece of Your Heart»                   | Bedingfield, Johnathan Rotem, Drisebois | J. R. Rotem | 3:47     |  |
| 18.                              | «Unwritten (Acústica)» (con Carney)     |                                         |             |          |  |
| 19.                              | «Pocketful of Sunshine» (Vídeo musical) |                                         |             |          |  |

| Edición Deluxe DVD (Disco 2) |                         |                                |          |  |
| N.º                          | Título                  | Note(s)                        | Duración |  |
| 1.                           | «Strip Me»              | Less Is More Performance Video |          |  |
| 2.                           | «Weightless»            | Less Is More Performance Video |          |  |
| 3.                           | «Can't Fall Down»       | Less Is More Performance Video |          |  |
| 4.                           | «Run-Run-Run»           | Less Is More Performance Video |          |  |
| 5.                           | «Pocketful of Sunshine» | Vídeo musical                  |          |  |
| 6.                           | «Strip Me»              | Vídeo musical                  |          |  |

Créditos
- "All I Need" contiene muestras y extractos de "Let It Rock" por Kevin Rudolf.

## Listas
| Lista(2010)      | Posición máxima |
| ---------------- | --------------- |
| US Billboard 200 | 103             |

| Lista (2011)     | Posición máxima |
| ---------------- | --------------- |
| US Billboard 200 | 157             |

## Lanzamiento
| Región         | Fecha                  | Edición (formato)                              | Sello                    | Catálogo     |
| -------------- | ---------------------- | ---------------------------------------------- | ------------------------ | ------------ |
| Canadá         | 7 de diciembre de 2010 | Edición estándar (CD, descarga digital)        | Sony Music Entertainment | 886977442222 |
| Canadá         | 7 de diciembre de 2010 | Edición Deluxe (descarga digital)              | Sony Music Entertainment | 886977442223 |
| Estados Unidos | 7 de diciembre de 2010 | Edición estándar (CD, descarga digital)        | Epic Records             | 886977442222 |
| Estados Unidos | 7 de diciembre de 2010 | Edición Deluxe (descarga digital)              | Epic Records             | 886977442223 |
| Alemania       | 13 de mayo de 2011     | Strip Me Away (CD, CD + DVD, descarga digital) | Sony Music Entertainment |              |
| Reino Unido    | 24 de mayo de 2011     | Strip Me Away (CD, CD + DVD, descarga digital) | Phonogenic Records       |              |